# Harald Ericksson
Harald III Ericksson Ungi (i.e Le Jeune) (né vers 1155-1156 tué en 1198)  Jarl des Orcades de 1184/1195 à 1198.

## Origine
Harald est l'aîné des trois fils du magnat Erick stagbrellr (i.e la cargue) et d'Ingrid la fille unique de Rognvald Kali Kolsson. Il est surnommé « Ungi » (i.e: le Jeune) pour le différencier de son compétiteur Harald Maddadsson surnommé « Gamli » (i.e: Le Vieux) dans la Saga des Orcadiens.

## Prétendant
Harald est investi en 1174/1184 de l'héritage de son grand-père au Caithness par le roi d'Écosse Guillaume le Lion et aux Orcades par le roi Magnus V de Norvège. Il demeure au Caithness et il ne semble pas qu'il ait tenté de prendre possession de sa part des Orcades et des revenus correspondants. Son frère cadet Magnus « Mangi » est tué en 1184 aux côtés du roi Magnus V lors de la Bataille de Fimreite.
En 1192, le jarl des Orcades Harald Maddadsson laisse se former sur son territoire une conspiration appelée pour cela « Eyjarskeggjar » (i.e. les insulaires) destinée à soutenir contre le roi Sverre de Norvège, un nouveau prétendant au trône de Norvège, Sigurd Magnusson, fils présumé de Magnus V.
Un grand nombre d'Orcadiens et de Shetlandais dirigés par le beau-frère du jarl, Olaf Jarlsmaag, Halkel Jonsson époux de Ragnhild Erlingsdatter, sœur du roi Magnus V, et Sigurd Erlingsson bâtard d’Erling Skakke participent à l'expédition qui se termine par une défaite le 3 avril 1194 au combat de Florevag à l’ouest de Bergen où périssent les chefs de l'expédition ainsi que le prétendant.
Mettant à profit la rancune du roi Sverre qui rend le jarl Harald Maddadsson responsable de la formation de cette armée, Harald Ungi obtient l'investiture pour les Orcades du nouveau souverain en 1195.
Cet à ce moment qu'il se décide à revendiquer les Orcades. Harald Maddadsson débarque au Caithness avec une puissante armée. Malgré l'appui du mari de sa sœur Ragnild, Lifolfr « le chauve », Harald Ungi est vaincu et tué avec son second frère Rognvald et Lifolfr en 1198.
La Saga des Orcadiens précise enfin qu'il fut inhumé au Caithness  et que sur sa tombe « d'innonbrables miracles ont eu lieu par lesquels Dieu a révélé ses mérites ».